# 화가자리 베타 b
화가자리 베타 b는 지구로부터 화가자리 방향으로 약 63 광년 떨어진 곳에 있는 외계 행성이다. 이 행성의 어머니 별은 화가자리 베타로 4등급 밝기로 빛나며 항성 주위에는 먼지 원반이 있다. b의 질량은 목성의 최소 4배에서 최대 11배 사이이며 반지름은 목성보다 65% 크다. 어머니 별로부터 9 천문단위 떨어져 있으며 먼지 원반면에서 가깝게 공전하고 있고 궤도이심률은 작다. 공전주기는 20~21년이며 지금까지는 베타별 주위에서 발견된 유일한 행성이다.

## 발견 역사
2008년 11월 18일 라그랑주 연구진이 칠레 북부 아타카마 사막에 있는 파라날 천문대 소재 VLT 망원경을 이용하여 발견했다. b는 기준별 차등 화상촬영법(reference star differential imaging)을 사용하여 그 모습을 직접 사진으로 찍어 존재를 검증했다. 사진을 처음 찍은 시기는 2003년이나 이 때는 데이터상 잡음을 제거하기 전이어서 행성을 발견하지 못했다. 2008년 신형 사진처리 도구를 사용하여 불필요한 데이터를 제거한 결과 행성으로 검증된 광점(光點)이 드러났다.
2009년 말에서 2010년 초까지 같은 도구를 사용하여 후속 연구를 수행한 결과, 행성 데이터는 복원되었고 그 존재가 검증되었다. 검증할 당시 행성은 최초 발견했을 때와는 반대쪽 위치(항성 건너편)에 있었다. 이 검증결과는 사이언스 저널에 게재되었으며 사진이 찍힌 외계 행성 중 어머니 별에 가장 가까이 붙어 돌고 있는 행성으로 인정받았다. 2010 ~ 2011년 연구에서 이 행성의 공전궤도 황도경사각이 88.5도로 거의 우리 눈과 평행한 것으로 나타났다. 행성의 위치는 행성계의 주(主) 먼지원반에 대해 3.5 ~ 4도 기울어져 있으며, 내부 원반(inner disk)과 공전면을 공유하면서 항성을 돌고 있다.
이 행성의 분광 에너지 분포에 대한 연구는 2013년 출판되었다. 1.265, 1.66, 2.18, 3.80, 4.05, 4.78 마이크로미터 파장에서 반응이 검출되었는데 이를 통해 b의 대기는 먼지 투성이에(또는) 구름으로 가득한 상태임을 알 수 있다. SED는 젊은 L형 왜성과 일치했으나 표면 중력은 보다 낮았다. b의 유효온도 범위는 1600 ~ 1800 켈빈으로 좁혀졌고 표면중력은 log g = 4.0 (3.5 ~ 4.5)이었다. 2013년 발표된 두번째 논문에서 제미니 천문대는 이전 자료를 재분석함과 동시에 3.1 마이크로미터 파장에서 새로운 반응을 찾아내었다. b는 중적외선 3.1 마이크로미터 영역대에서 젊은 L형 왜성과 비교할 때 너무 밝았다. 먼지 입자와 두꺼운 구름 변수를 조합한 모형은 SED와 훌륭하게 일치했다. 유효온도 범위는 다시 1550 ~ 1625 켈빈까지 압축되었으며 표면 중력 측정치는 log g = 3.8 (3.78 ~ 3.82)까지 좁혀졌다. 여기서 b의 반지름이 목성의 1.65배임을 알 수 있었으며 b의 나이는 어머니 별보다 젊었다.
2014년 b의 일산화 탄소 흡수선대를 확장하여 자전 주기를 계산했는데, 이는 외계 행성 중 자전속도를 측정한 최초 사례이다. 그 값은 8.1 시간으로 b는 지금까지 발견된 외계 행성 중 가장 빠르게 회전하는 천체로 기록되어 있다. 이처럼 빠른 속도의 원인은 아직까지 정확히 규명되지 않았으며, b는 시간이 지나면서 점차 식고 크기가 작아지면서 자전속도는 더욱 빨라질 것이다. 다만 지구의 자전이 조석마찰 때문에 느려진 것처럼 다른 요인 때문에 b의 회전속도에 제동이 걸릴 가능성도 있다.

## 같이 보기
- 화가자리 베타
- ROXs 42Bb